# Палатцинський сільський округ
Пала́тцинський сільський округ (каз. Палатцы ауылдық округі, рос. Палатцинский сельский округ) — адміністративна одиниця у складі Самарського району Східноказахстанської області Казахстану. Адміністративний центр — село Палатци.
Населення — 660 осіб (2021; 1486 у 2009, 2327 у 1999, 3162 у 1989).
Станом на 1989 рік існувала Палатцинська селищна рада (смт Палатци, село Піщанка) колишнього Самарського району Семипалатинської області, села Новообухово і Підгорне перебували у складі Краснопартизанської сільської ради. Станом на 1999 рік до складу сільського округу входили села Миролюбовка і Роздольне Миролюбовського сільського округу, а після 1999 року до складу округу було передано села Каракол і Підгорне Новотимофієвського сільського округу.

## Склад
До складу округу входять такі населені пункти:
| Населений пункт | Старі назви | Населення, осіб (1989) | Населення, осіб (1999) | Населення, осіб (2009) | Населення, осіб (2021) |
| --------------- | ----------- | ---------------------- | ---------------------- | ---------------------- | ---------------------- |
| Каракол, село   | Новообухово | 440                    | 477                    | 384                    | 184                    |
| Палатци, село   | -           | 1884                   | 1122                   | 633                    | 279                    |
| Підгорне, село  | -           | 512                    | 496                    | 335                    | 161                    |
| Піщанка, село   | -           | 326                    | 232                    | 134                    | 36                     |